# Lawa

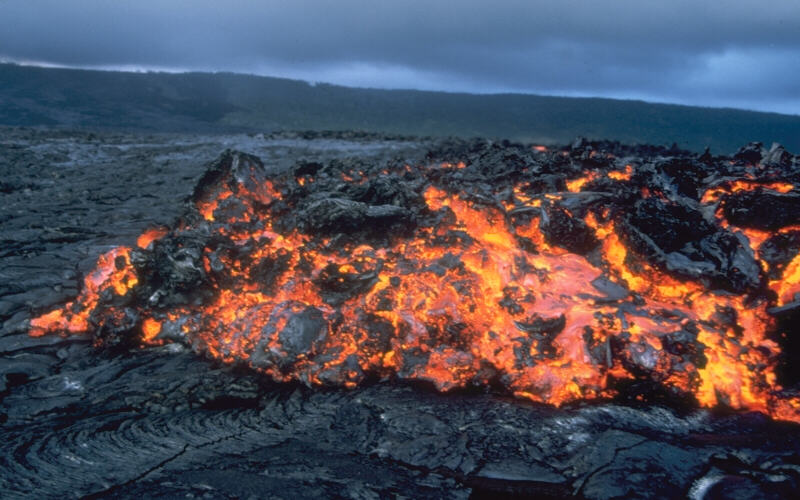
Lawa wulkaniczna

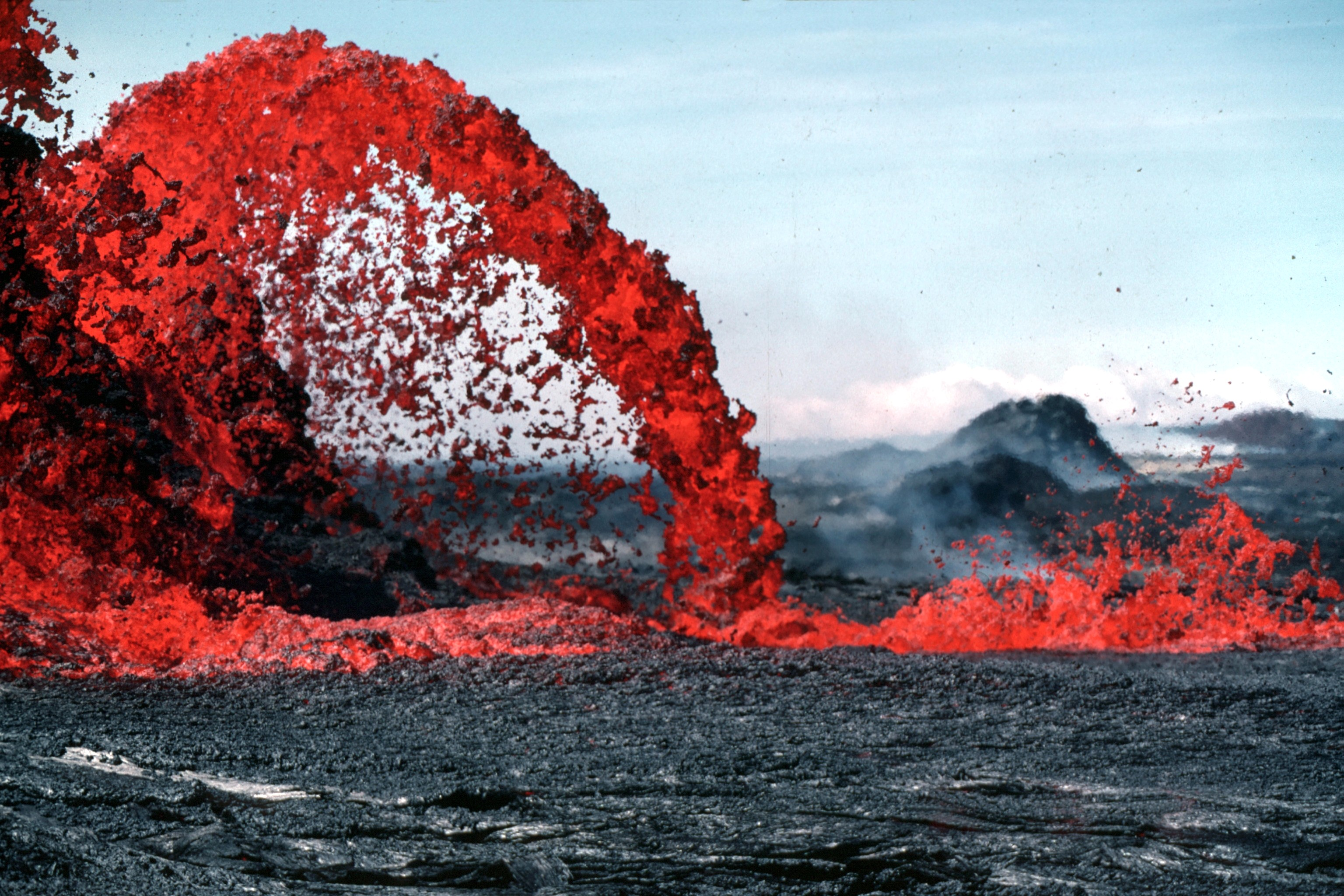
10-metrowa fontanna lawy

Lawa – ciekły produkt działalności wulkanicznej, składający się głównie ze stopionych tlenków krzemu, żelaza, sodu, potasu, wapnia i innych metali. Ma podobny skład jak magma, z której stopienia powstaje, ale jest zubożona o składniki lotne.
Lawy można podzielić ze względu na zawartość dwutlenku krzemu (SiO2) na:
- kwaśne – zawierające dużo SiO2, są lepkie, płyną wolno i stosunkowo szybko krzepną; często powodują zaczopowanie krateru, co doprowadza do gwałtownych erupcji,
- zasadowe – zawierające mało SiO2, mają mniejszą lepkość, dlatego szybciej płyną, a ich wylewy mają spokojny przebieg,
- pośrednie, o wartościach pomiędzy kwaśnymi a zasadowymi,

Kryterium tego podziału law jest analogicznie do skał magmowych.
Temperatura lawy dochodzi do 1350–1400 °C, jej krzepnięcie następuje w temperaturach 600–800 °C. Temperatura lawy zależy w dużej mierze od jej składu chemicznego. Lawy zasadowe mają zwykle temperaturę 1100 °C lub więcej, a lawy kwaśne poniżej 1000 °C. Prędkość spływu lawy uwarunkowana jest jej lepkością oraz nachyleniem podłoża. Lawy zasadowe, cieplejsze i o mniejszej ilości gazów, mają znacznie mniejszą lepkość, są bardziej ruchliwe i przy odpowiednim nachyleniu podłoża osiągają prędkość do 50 km/h (np. pomierzono prędkości rzędu 40 km/h dla wulkanów Mauna Kea, Kīlauea). Lawy kwaśne mają prędkości poruszania się rzędu kilku centymetrów na godzinę, notowano też, choć rzadko tempo 2–3 m/miesiąc. Objętości lawy wyrzucanej przez wulkany są różne jednak zwykle w czasie erupcji wydobywa się kilkaset metrów sześciennych lawy. Niekiedy objętość erupcji może być znacznie większa (np. erupcja wulkanu Laki na Islandii 1783–1784 – 12 km³ lawy). Wulkany na Islandii potrafią wylewać lawę w tempie nawet 75 ton na sekundę.
Trzy częste postaci lawy to: aa, pahoehoe i lawa poduszkowa.